# Danh sách đĩa đơn quán quân Hot 100 năm 1985 (Mỹ)
Billboard Hot 100, công bố hàng tuần bởi tạp chí Billboard, là bảng xếp hạng các đĩa đơn thành công nhất tại thị trường âm nhạc Hoa Kỳ. Các số liệu cho việc xếp hạng được Nielsen SoundScan tổng hợp chung dựa trên doanh số đĩa thường và nhạc số và tần suất phát trên sóng phát thanh.

## Lịch sử xếp hạng
| Ngày phát hành   | Bài hát                             | Nghệ sĩ                         |
| ---------------- | ----------------------------------- | ------------------------------- |
| Tháng 1 ngày 5   | "Like a Virgin"                     | Madonna                         |
| Tháng 1 ngày 12  | "Like a Virgin"                     | Madonna                         |
| Tháng 1 ngày 19  | "Like a Virgin"                     | Madonna                         |
| Tháng 1 ngày 26  | "Like a Virgin"                     | Madonna                         |
| Tháng 2 ngày 2   | "I Want to Know What Love Is"       | Foreigner                       |
| Tháng 2 ngày 9   | "I Want to Know What Love Is"       | Foreigner                       |
| Tháng 2 ngày 16  | "Careless Whisper"                  | Wham! featuring George Michael  |
| Tháng 2 ngày 23  | "Careless Whisper"                  | Wham! featuring George Michael  |
| Tháng 3 ngày 2   | "Careless Whisper"                  | Wham! featuring George Michael  |
| Tháng 3 ngày 9   | "Can't Fight This Feeling"          | REO Speedwagon                  |
| Tháng 3 ngày 16  | "Can't Fight This Feeling"          | REO Speedwagon                  |
| Tháng 3 ngày 23  | "Can't Fight This Feeling"          | REO Speedwagon                  |
| Tháng 3 ngày 30  | "One More Night"                    | Phil Collins                    |
| Tháng 4 ngày 6   | "One More Night"                    | Phil Collins                    |
| Tháng 4 ngày 13  | "We Are the World"                  | USA for Africa                  |
| Tháng 4 ngày 20  | "We Are the World"                  | USA for Africa                  |
| Tháng 4 ngày 27  | "We Are the World"                  | USA for Africa                  |
| Tháng 5 ngày 4   | "We Are the World"                  | USA for Africa                  |
| Tháng 5 ngày 11  | "Crazy for You"                     | Madonna                         |
| Tháng 5 ngày 18  | "Don't You (Forget About Me)"       | Simple Minds                    |
| Tháng 5 ngày 25  | "Everything She Wants"              | Wham!                           |
| Tháng 6 ngày 1   | "Everything She Wants"              | Wham!                           |
| Tháng 6 ngày 8   | "Everybody Wants to Rule the World" | Tears for Fears                 |
| Tháng 6 ngày 15  | "Everybody Wants to Rule the World" | Tears for Fears                 |
| Tháng 6 ngày 22  | "Heaven"                            | Bryan Adams                     |
| Tháng 6 ngày 29  | "Heaven"                            | Bryan Adams                     |
| Tháng 7 ngày 6   | "Sussudio"                          | Phil Collins                    |
| Tháng 7 ngày 13  | "A View to a Kill"                  | Duran Duran                     |
| Tháng 7 ngày 20  | "A View to a Kill"                  | Duran Duran                     |
| Tháng 7 ngày 27  | "Everytime You Go Away"             | Paul Young                      |
| Tháng 8 ngày 3   | "Shout"                             | Tears for Fears                 |
| Tháng 8 ngày 10  | "Shout"                             | Tears for Fears                 |
| Tháng 8 ngày 17  | "Shout"                             | Tears for Fears                 |
| Tháng 8 ngày 24  | "The Power of Love"                 | Huey Lewis and the News         |
| Tháng 8 ngày 31  | "The Power of Love"                 | Huey Lewis and the News         |
| Tháng 9 ngày 7   | "St. Elmo's Fire (Man in Motion)"   | John Parr                       |
| Tháng 9 ngày 14  | "St. Elmo's Fire (Man in Motion)"   | John Parr                       |
| Tháng 9 ngày 21  | "Money for Nothing"                 | Dire Straits                    |
| Tháng 9 ngày 28  | "Money for Nothing"                 | Dire Straits                    |
| Tháng 10 ngày 5  | "Money for Nothing"                 | Dire Straits                    |
| Tháng 10 ngày 12 | "Oh Sheila"                         | Ready for the World             |
| Tháng 10 ngày 19 | "Take on Me"                        | a-ha                            |
| Tháng 10 ngày 26 | "Saving All My Love for You"        | Whitney Houston                 |
| Tháng 11 ngày 2  | "Part-Time Lover"                   | Stevie Wonder                   |
| Tháng 11 ngày 9  | "Miami Vice Theme"                  | Jan Hammer                      |
| Tháng 11 ngày 16 | "We Built This City"                | Starship                        |
| Tháng 11 ngày 23 | "We Built This City"                | Starship                        |
| Tháng 11 ngày 30 | "Separate Lives"                    | Phil Collins and Marilyn Martin |
| Tháng 12 ngày 7  | "Broken Wings"                      | Mr. Mister                      |
| Tháng 12 ngày 14 | "Broken Wings"                      | Mr. Mister                      |
| Tháng 12 ngày 21 | "Say You, Say Me"                   | Lionel Richie                   |
| Tháng 12 ngày 28 | "Say You, Say Me"                   | Lionel Richie                   |